# Clémence Sophie de Sermézy
Clémence Sophie de Sermézy, née Clémence Sophie Daudignac ou Dandignac le 28 juillet 1767 à Lyon et morte le 30 octobre 1850 à Charentay, est une sculptrice française.
Élève du sculpteur Joseph Chinard, elle tient un salon qui devient dans la première moitié du XIXe siècle un foyer artistique et culturel de la ville de Lyon, dans lequel se rassemblent des personnalités illustres de son temps, dont ses œuvres nous ont laissé des représentations.

## Biographie

### Enfance et environnement familial

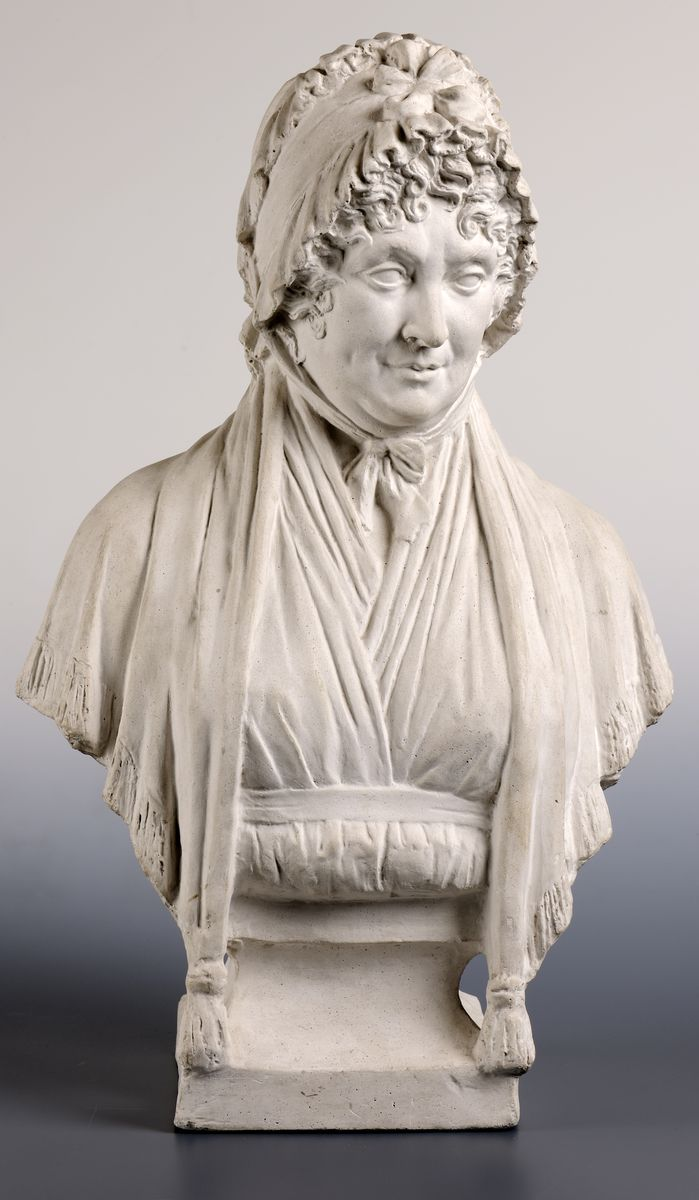
Madame Daudignac (mère de l'artiste) (1804), plâtre, musée des beaux-arts de Lyon.

Clémence Daudignac, future Clémence de Sermézy, naît le 28 juillet 1767 à Lyon. Elle est baptisée le même jour à la paroisse d'Ainay. Elle a pour parrain et marraine Fabien Commarieu, directeur des Aides et Mme Horace Melin née Clémence de Bonbourg,. Sa famille habite à cette époque au numéro 16 de la Place Bellecour.
Fille de Pierre-Clément Daudignac et de Magdelaine Simonard, Clémence Daudignac appartient à une famille de la haute société fortunée. Son père est directeur des Octrois, aussi appelé directeur et receveur général des droits royaux et patrimoniaux de Lyon.
Du côté de sa mère, Clémence Daudignac a pour oncle M. Simonard, un grand ami du père de Juliette Récamier, avec laquelle elle liera par la suite des liens d’amitié.
Les premières années de Clémence Daudignac restent inconnues puisque que l’« on ne sait rien de l’enfance et de la jeunesse de l’artiste, sinon qu’elle dû recevoir une très solide éducation. » En effet, « on passe sans transition de son acte de baptême à son contrat de mariage  ».

### Mariage

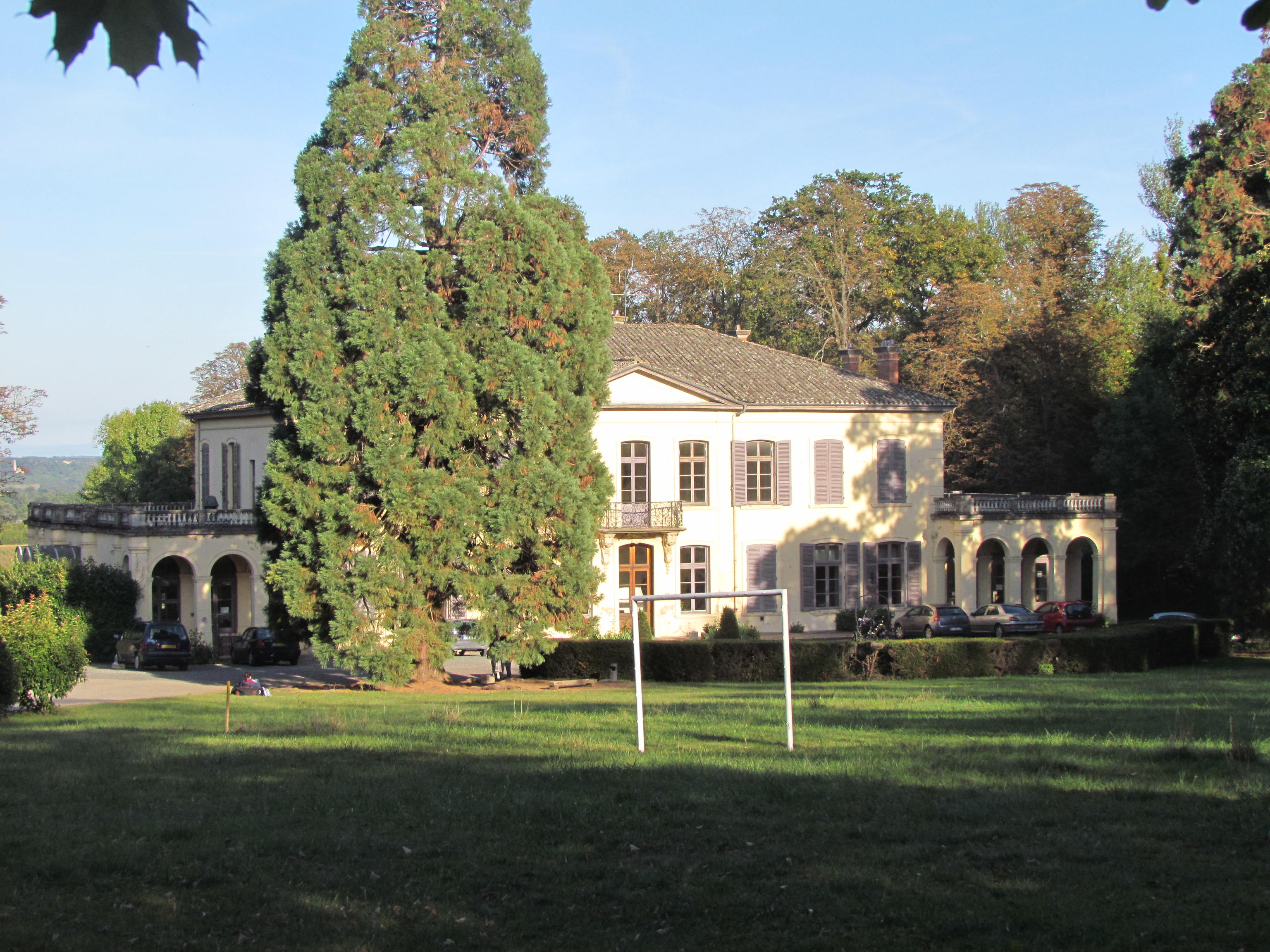
Le château de Sermézy, près de Charentay.

Le 19 février 1789, Clémence Daudignac devient Clémence de Sermézy en épousant Marc Antoine Noyel de Béreins, comte de Sermézy. Leur mariage est célébré dans la basilique d'Ainay. Il permet l’union de la résidence de campagne de la famille Daudignac avec le château voisin de Sermézy et l’église de Charentay, leur paroisse commune.
À cette époque, le comte de Sermézy est alors officier aux régiments de Noailles-Dragons et de Royal-Dragons. De leur union naissent leur fils Jean-Baptiste Noyel de Bereins, comte de Sermézy, dit Léon de Sermézy, né le 2 avril 1790, et leur fille Élisabeth Marguerite Noyel de Sermezy, née le 15 juillet 1791.
Clémence de Sermézy perd son époux deux ans après leur mariage le 1er juillet 1791. Celui-ci était alors capitaine au régiment de Picardie, il meurt lors de la Révolution française. Clémence de Sermézy est par la suite marquée par d’autres événements douloureux, elle perd son beau-père, décapité à Lyon pendant la Révolution le 4 février 1794. Sa fille Marguerite meurt en 1810 à l'âge de 19 ans, elle réalise un projet de son monument funéraire.

### Personnalité
Clémence de Sermézy est décrite dans Souvenirs de Marie-Anne Lenormand: « Madame de Sermézy parlait peu, sa taille était haute et élancée, c’était une femme bonne et généreuse mais aux manières froides et réservées. ».
C'est une femme très cultivée. Elle connaît le latin, le grec, l'italien, l'espagnol et l'anglais. Elle s'intéresse aussi à la littérature étrangère. Ses choix de sujets pour ses sculptures, ses inscriptions et ses jeux de mots qui les accompagnent, témoignent de son érudition.

### Le salon deMmede Sermézy
Au cours des années 1790, Clémence de Sermézy devient l’élève du sculpteur néoclassique Joseph Chinard et commence à développer son activité de sculptrice. Malheureusement, on ignore combien de temps elle profite de ses conseils. Philippe Durey remarque que « le premier signe, isolé, de ses goûts pour la sculpture, serait un médaillon représentant une jeune femme en  Diane, datée de 1792 ».

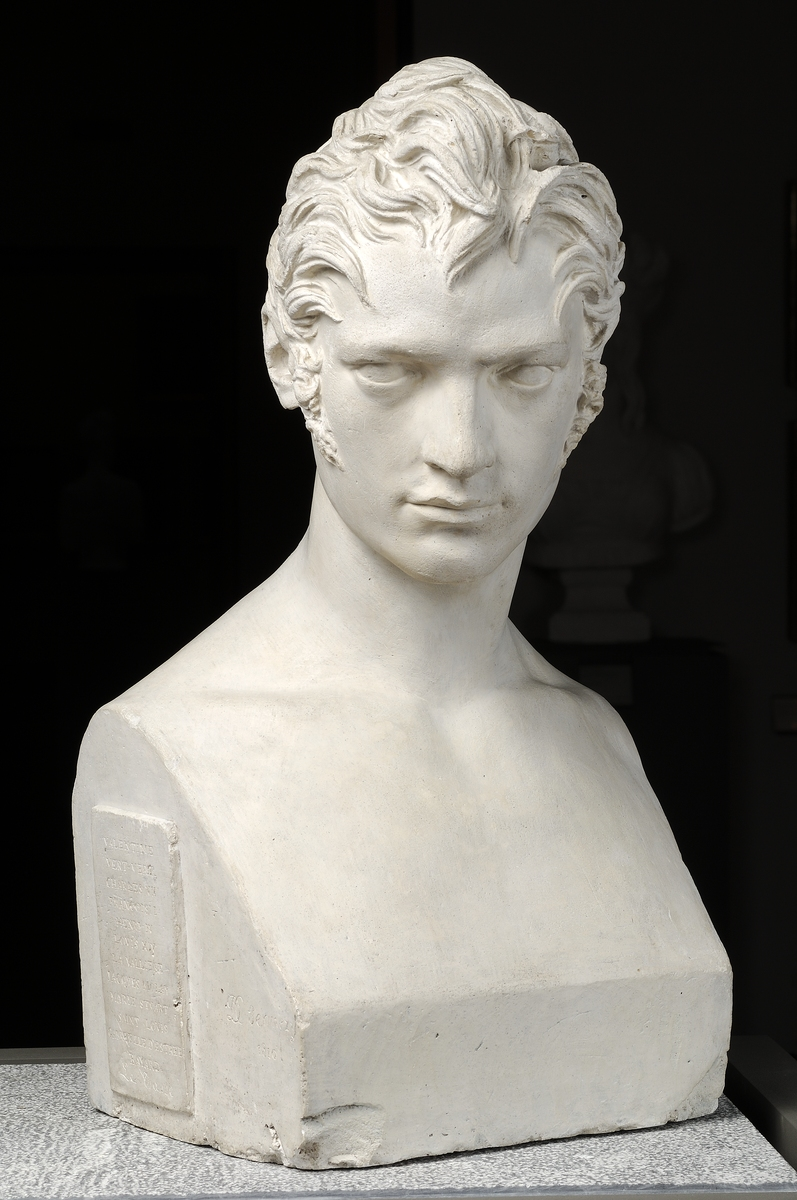
Portrait de Fleury Richard (1810), plâtre, musée des beaux-arts de Lyon.

Elle réalise par la suite, en 1799, le buste de la jeune Gabrielle Horacie Vitet, fille de Jean-François Vitet, qui sera plus tard président de chambre à la cour d’appel de Lyon.
Clémence de Sermézy installe son atelier au premier étage de la maison Boulard de Gattilier au no 31 place Bellecour, où se réunit l’élite intellectuelle et artistique de Lyon, qualifiée par Mme Lenormand de « pléiade d’hommes fort distingués, diversement doués, mais presque tous éminents dont Lyon se glorifiait ».
La plupart des célèbres Lyonnais qui se rassemblent dans le salon de Mme de Sermézy sont non seulement ses hôtes, mais également ses modèles. Parmi les personnalités qui fréquentent ce cercle figurent son professeur Joseph Chinard, avec qui elle a également tissé des liens d’amitié, les peintres Pierre Révoil et Fleury François Richard, considérés comme « les maîtres de l’École de Lyon »[réf. nécessaire], Jean-François Bellay, Camille Jordan, ou encore Jean-Baptiste Dugas-Montbel. D’illustres personnalités extérieures à la ville de Lyon eurent également l’occasion de s’y rendre, comme c’est notamment le cas de François-Joseph Talma, Mathieu de Montmorency-Laval, Germaine de Staël, ou encore Juliette Récamier pendant leur exil.
En 1815, dans le contexte des Cent-Jours, le salon de Mme de Sermézy est victime d’un massacre dû à son attachement royaliste aux Bourbons, qu’elle a conservé durant la Révolution Française et le Premier Empire. François-Marie de Fortis dépeint ainsi ces événements: « Madame de Sermézy avait une galerie considérable et précieuse, entièrement composée de ses ouvrages, et principalement de modèles en terre cuite ; mais en 1815, dans les cent jours, un bataillon de l’armée des Alpes, apercevant à l’extérieur de la maison qu’elle occupe des préparatifs d’illumination, à l’occasion du retour de la famille royale en France, s’y porta en foule, et tout ce que renfermait cette maison, de fond en comble, fut pillé, saccagé, brisé, avec une fureur dont les émeutes populaires même fournissent peu d’exemples. ».
Une note accompagnant une lettre écrite par Jacques-Théodore Perret à son oncle Alexandre d’Aigueperse décrit les conséquences de ce pillage: « Les arts eurent particulièrement à déplorer dans cette circonstance la perte d’un grand nombre de statues, bustes, groupes et modèles de sculpture, œuvres de Mme de Sermézy, et qui furent brisés dans le pillage de son cabinet, l’un des plus estimés de l’époque. ». Clémence de Sermézy entreprend alors la rénovation de son atelier et se remet à l'ouvrage.

### Dons d’œuvres et l’exposition de 1827

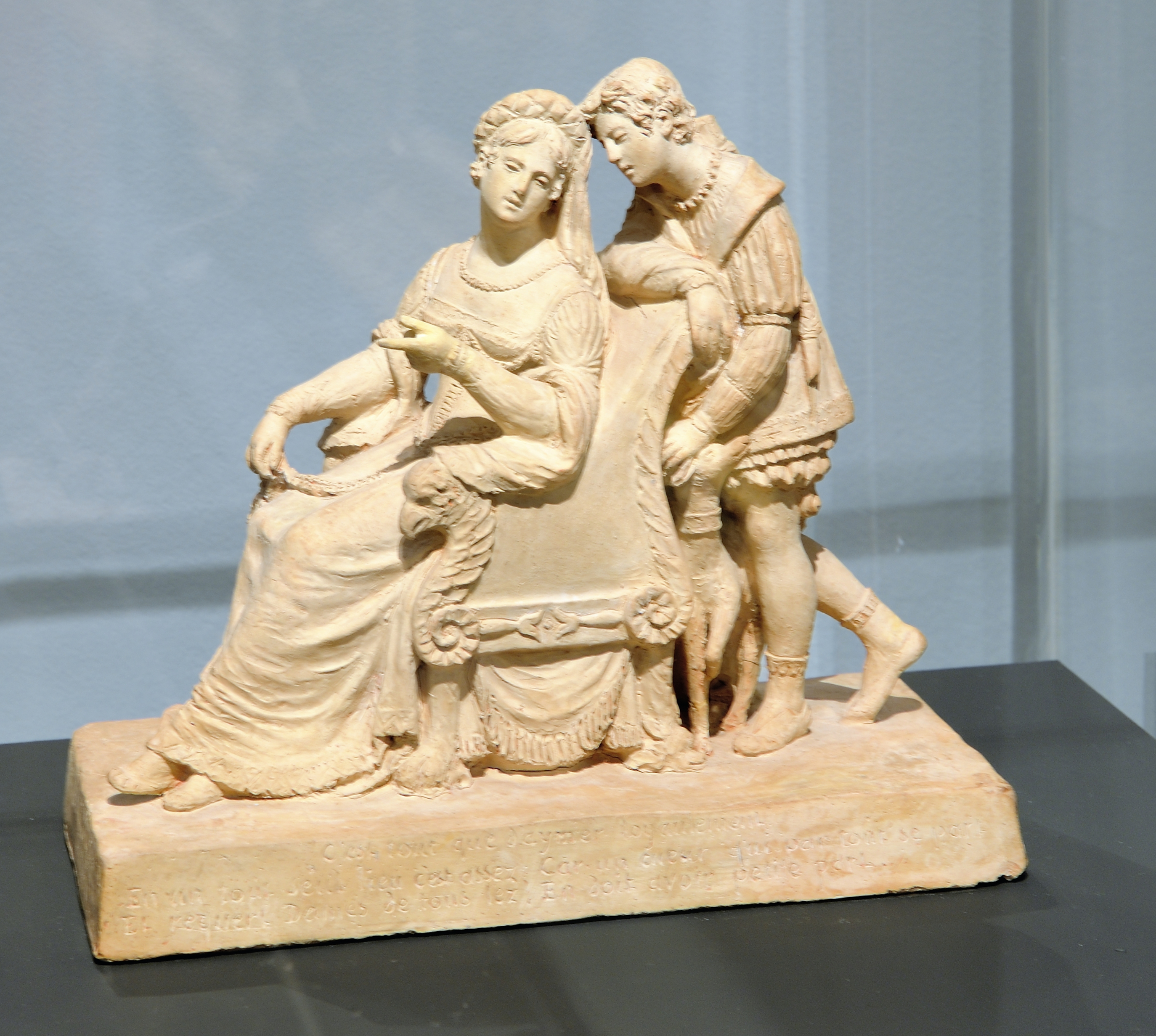
Dame conseillant un page, ou Jehan de Saintré et la Dame des Belles Cousines (1824), terre cuite, Paris, Petit Palais.

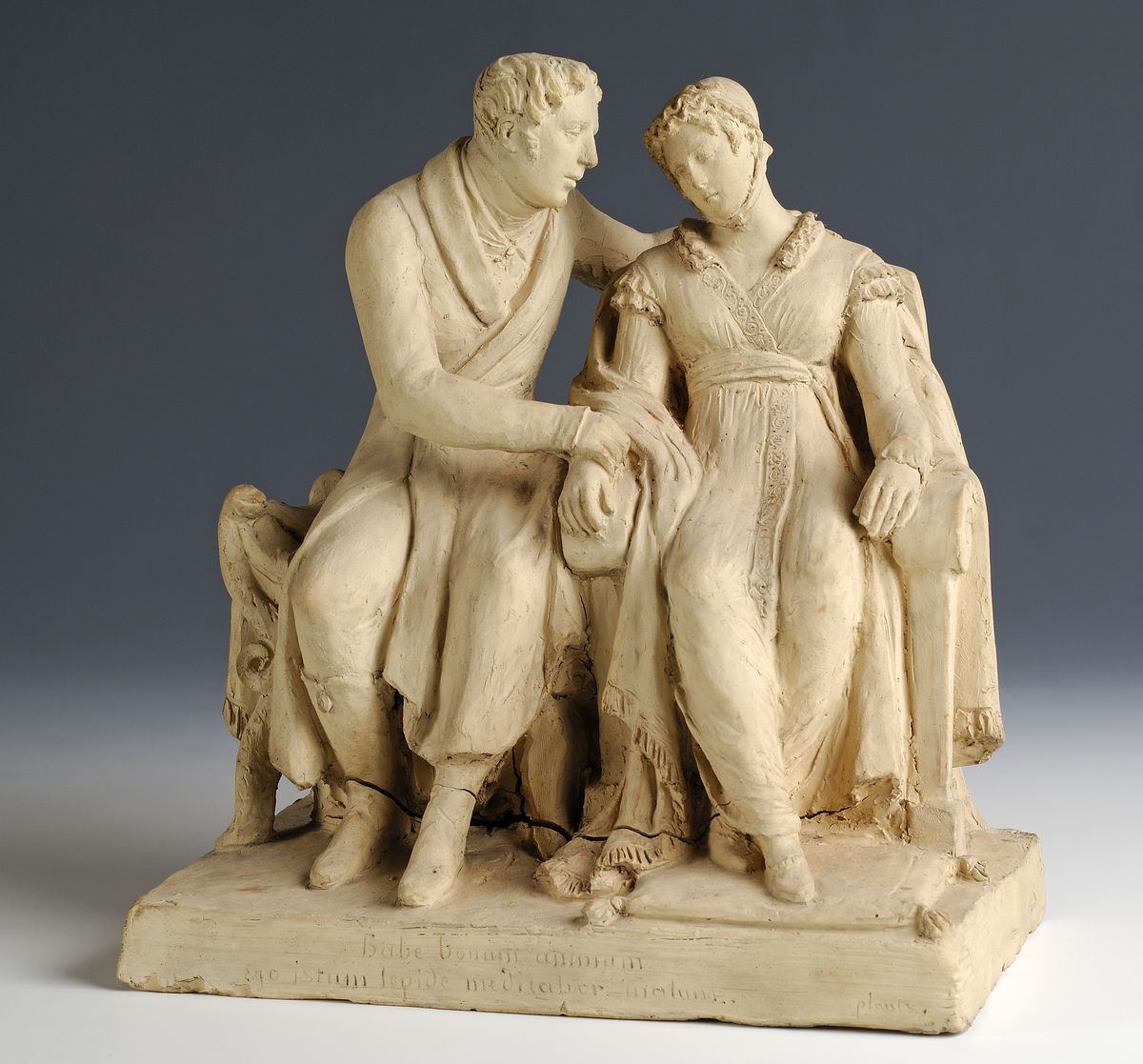
La Consultation (1821), terre cuite, musée des beaux-arts de Lyon.

En 1818, Clémence de Sermézy devient membre associée de l’Académie de Lyon, à laquelle elle offre à cette occasion le buste qu’elle a réalisé d’elle-même. Elle fera ensuite don à l’Académie de nombreuses œuvres, comme c’est le cas le 7 septembre 1819 de la sculpture en plâtre Platon méditant sur l’immortalité de l’âme. L’Académie lui remet alors en remerciement une médaille portant l’inscription « À Madame de Sermezy, l’Académie reconnaissante ».
Le 11 janvier 1827, à l’occasion d’une exposition au profit des ouvriers sans travail, Clémence de Sermézy envoie à l’hôtel de ville de Lyon neuf esquisses de terre cuite ainsi que son portrait réalisé par Pierre Révoil et la sculpture Une Dame jouant de la harpe de Joseph Chinard. Ces œuvres furent les seules exposées de son vivant par Clémence de Sermézy, celle-ci n’ayant jamais fait commerce de son art.

### Dernières années et expositions rétrospectives
Clémence de Sermézy travaille jusqu’à l'âge de 81 ans, en 1848. Elle meurt le 30 octobre 1850 à Charentay dans le château dont elle porte le nom, elle est enterrée dans le cimetière du village.
Son œuvre abondant comprend un grand nombre de statuettes, de sculptures religieuses et de bustes. Les nombreux portraits de célébrités lyonnaises que comprend sa production artistique ont notamment permis d’obtenir une iconographie de ses contemporains.
En 1904 puis en 1914, des expositions rétrospectives d’artistes lyonnais du Premier Empire, dont Clémence de Sermézy, permettent de rappeler la place qu’elle a tenue durant son époque. Sont alors exposés son autoportrait en buste, un dessin réalisé au fusain fait par une de ses amies et le buste de Révoil au musée des beaux-arts de Lyon. Clémence de Sermézy est surtout redécouverte à l'occasion de l'exposition Les Muses de Messidor organisée en 1989 par le Musée des Beaux-Arts de Lyon.
Une partie de l’œuvre de cette artiste est aujourd'hui exposée au Salon des fleurs situé au deuxième étage du Musée des Beaux-Arts de Lyon. On trouve sous vitrine deux de ses bustes en plâtre représentant Juliette Récamier ainsi que Magdelaine Daudignac. Trois figures sont aussi présentées : Une esquisse de sainte Marie-Madeleine en terre crue, Une femme pleurant sur une tombe en terre cuite et enfin Une figure agenouillée sur une pierre tombale en plâtre. L’œuvre de Clémence de Sermézy est aussi exposée dans la salle numéro 16 « France 1790 – 1830 ». Au milieu des peintures, on retrouve notamment la Psyché abandonnée ainsi que le buste de Fleury Richard qui côtoient les sculptures de Joseph Chinard.

## Son œuvre

### Influences
Clémence de Sermézy développe son activité artistique dans le contexte de la grande évolution artistique du début du XIXe siècle. L’art souple et vivant de grands maîtres de la seconde moitié du XVIIIe siècle, comme Augustin Pajou ou encore Jean-Antoine Houdon, passe de mode. Dès lors se met en place une sculpture plus froide inspirée de l’art Antique, qu’incarnent notamment le néo-classicisme d'Antonio Canova, Claude Ramey et Antoine-Denis Chaudet.
La formation que Clémence de Sermezy reçoit de la part de Joseph Chinard l’influence très directement. On retrouve ainsi dans l’œuvre de la sculptrice une interprétation «aimable» de la nature et une stylisation un peu conventionnelle, comme on peut l’observer à travers le recours à une chevelure « serpentine » dans la réalisation de ses bustes, technique qui lui a été transmise par son maître. Une sensibilité similaire à celle de son maître est aussi présente dans les bustes d’enfants qu’elle a réalisés durant la seconde moitié du XVIIIe siècle. Si l’œuvre de Clémence de Sermézy est attachée à l’esprit artistique de la fin du XVIIIe siècle et est alors influencée par les travaux de Chaudet et Canova, elle porte donc néanmoins l’empreinte de l’enseignement de Chinard.
La démarche artistique de Clémence de Sermézy présente, selon Anne Tapissier, un aspect plutôt intellectuel et réfléchi. Celui-ci se manifeste notamment par l’importance qu’elle accorde au choix du sujet, ainsi que par le souci premier d’exprimer une certaine pensée à travers ses représentations.

### Statues et figures décoratives
Le modèle en plâtre Platon méditant sur l’immortalité de l’âme, réalisé en 1819 et offert le 7 septembre de la même année à l’Académie, est considéré comme le chef-d’œuvre de l’artiste. La description qu’en fait Fortis nous permet de nous représenter cette sculpture aujourd’hui disparue : « Ce philosophe est assis sur un siège richement sculpté et orné de cygnes, emblèmes de son éloquence, qui l’avaient fait surnommer le cygne de l’Académie. Sa pose est celle d’un homme occupé de profondes méditations ; sa main droite, qui tombe sur le genou, laisse échapper un stylet ; sa tête appuyée sur la main gauche est levée vers le ciel où s’élance son regard pénétrant et plein de feu, et l’on croit entendre sortir de la bouche cette pensée sublime inspirée par la divinité : “Oui, l’âme est immortelle.” ».
Anne Tapissier relève l’importante minutie accordée à l’anatomie du modèle. Son torse demi nu, ainsi que sa musculature témoignent en effet d’une attention particulière portée au modelage du corps. La posture du philosophe aussi bien que la disposition de la tunique révèlent également un réel sens de l’arrangement. Si le visage du philosophe est constitué de traits simples sans véritable personnalité apparente et d’un regard éteint de par ses yeux dépourvus d’iris, il présente toutefois une expression pensive et une posture qui transmettent l’idée que la sculptrice souhaite exprimer et qui est explicitée dans le titre qu’elle donne à son œuvre.

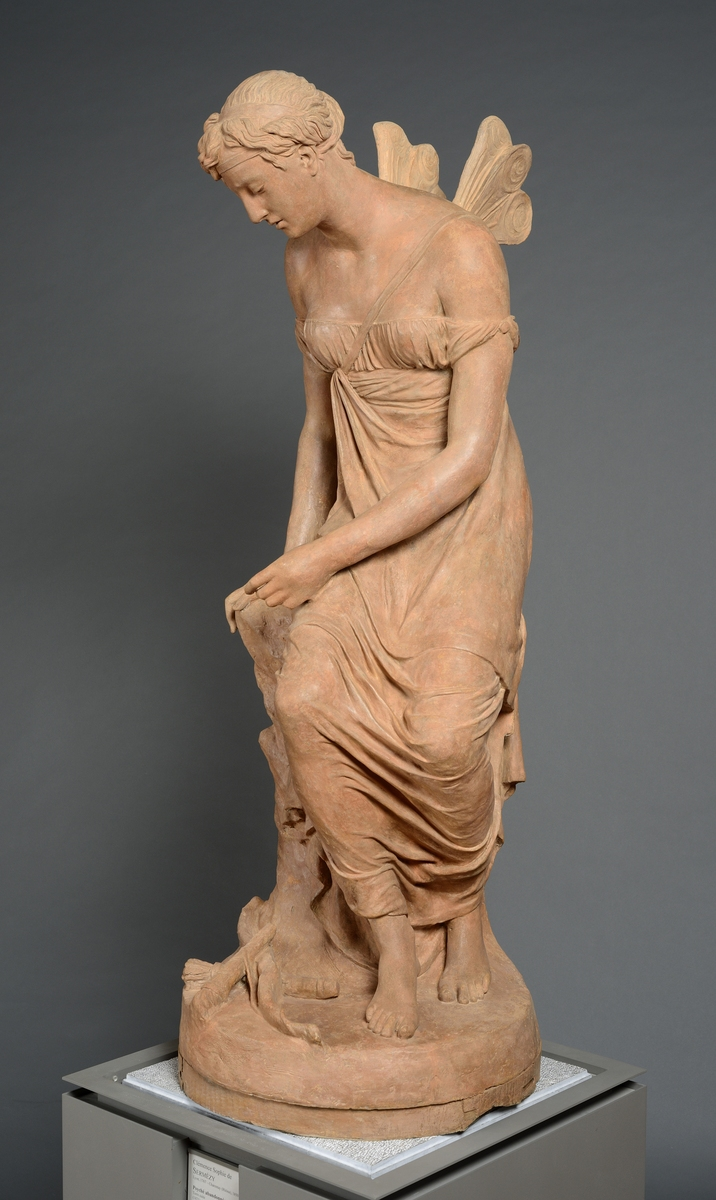
Psyché abandonnée, terre cuite, musée des beaux-arts de Lyon.

La Psyché abandonnée est une statuette en terre cuite dont Clémence de Sermézy fait don au musée des beaux-arts de Lyon en 1823. Cette œuvre est remarquable par sa taille, et la qualité de sa réalisation, la terre est cuite d'un seul tenant. on reconnait l'influence de Joseph Chinard. Cette sculpture fait écho à sa statue Sappho abandonnée par Phaon, bien qu’un aspect plus émouvant du récit mythologique y soit représenté. La poétesse Sappho est en effet présentée accoudée à une lyre, portant une couronne de lauriers sur des boucles courtes, le reste de ses cheveux étant relevé en un chignon.
Sermézy réalise également des œuvres religieuses comme La Vierge aux raisins. Celle-ci orne le haut de la façade de Notre-Dame de Brouilly devant laquelle, le 8 septembre, les vignerons se réunissent pour apporter leurs plus belles grappes et prier afin d’obtenir une belle récolte.
L’œuvre artistique de la sculptrice porte également l’empreinte des périodes douloureuses de son vécu. À l’occasion de la mort de sa fille, elle réalise un projet de monument funéraire auquel elle donne le nom de Figure agenouillée sur une pierre tombale. Les traits et les lignes de la sculpture présentent un aspect mélodique, tout en restant simple.
À partir de la fin des années 1821, Clémence de Sermézy s’inspire d’éléments de la vie quotidienne dans l’élaboration de ses œuvres, comme c’est le cas de la statue La Partie d’échec, créée en 1821 et conservée au musée des Tissus et des Arts décoratifs à Lyon, qui la représente en train de jouer avec son oncle. Philipe Durey insiste d’ailleurs sur le fait que Sermézy soit l’une des seules sculptrices de son époque à utiliser des scènes de son quotidien dans sa production artistique.
On retrouve également cette source d’inspiration dans les petits modelages en terre cuite que l’artiste crée à partir du début des années 1820, de même que des influences issues de la période Antique, de la Bible, d’auteurs latins tels qu’Ovide, et d’œuvres littéraires comme celles de Lord Byron. Ces petites pièces annoncent la mode des statuettes de l’époque romantique.

### Les bustes

Œuvres de Clémence de Sermézy, musée des beaux-arts de Lyon
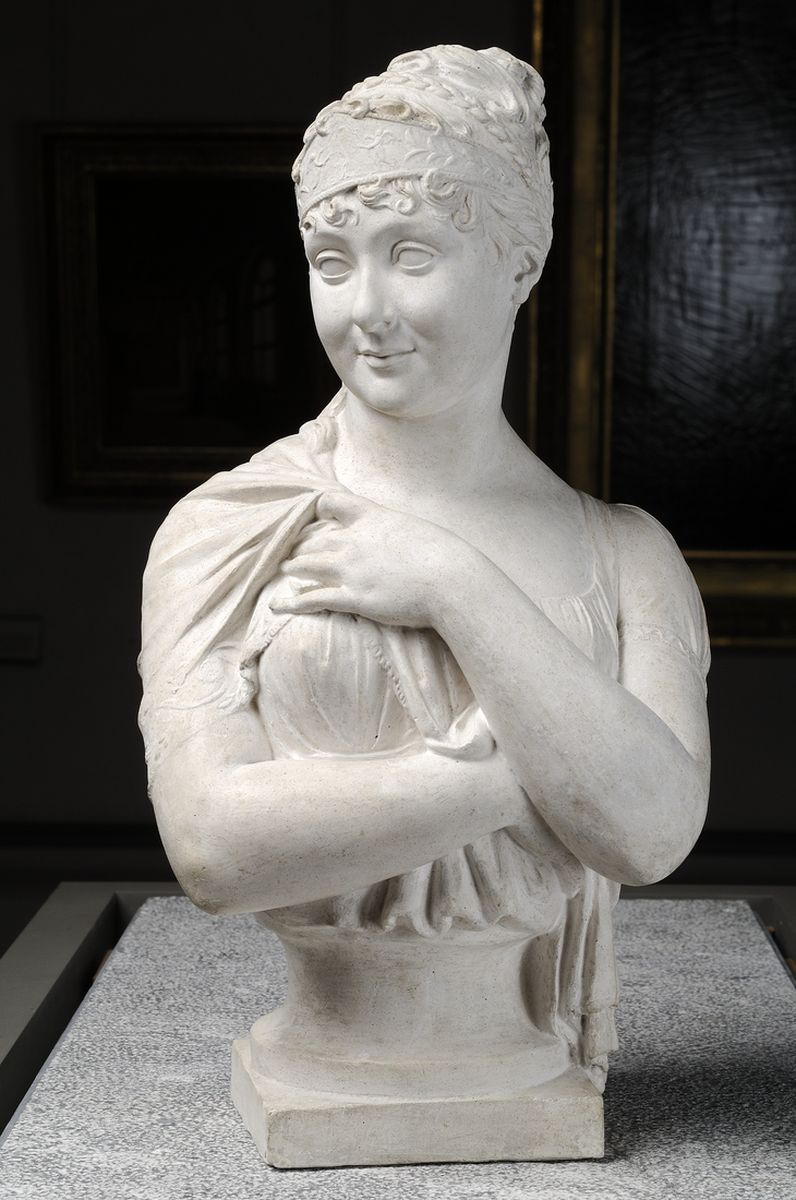
Juliette Récamier (1805), plâtre.
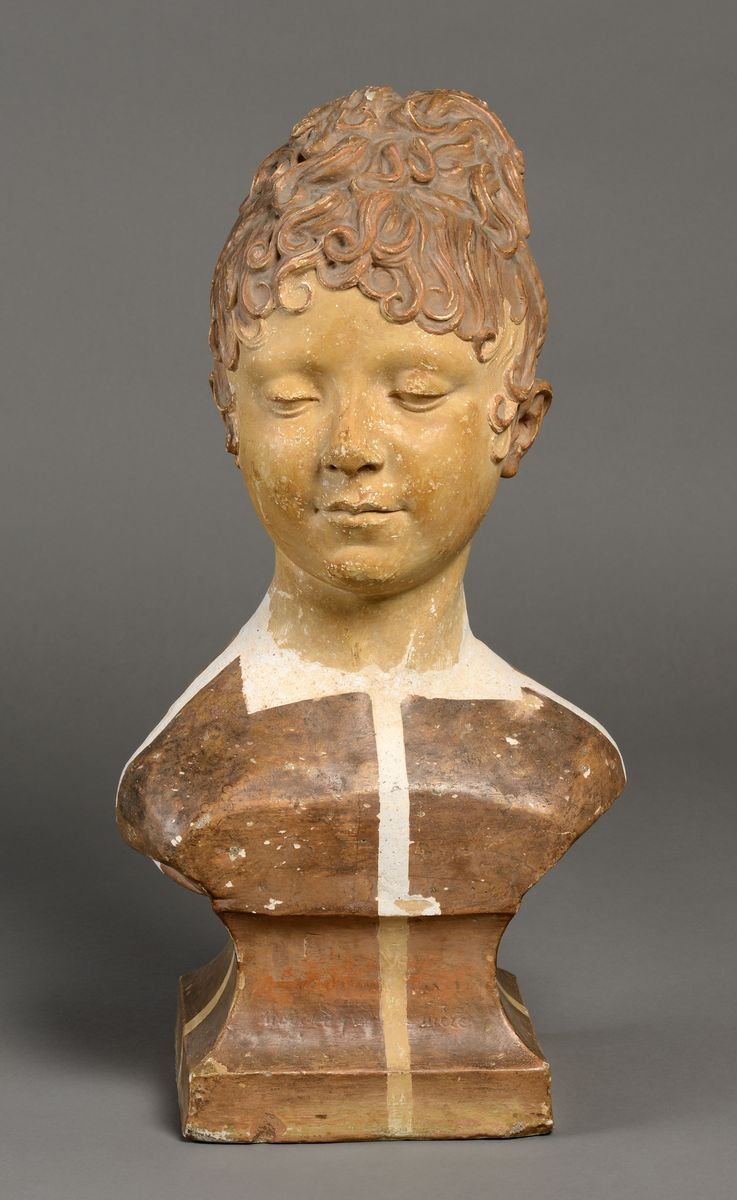
Buste de sa fille, plâtre.
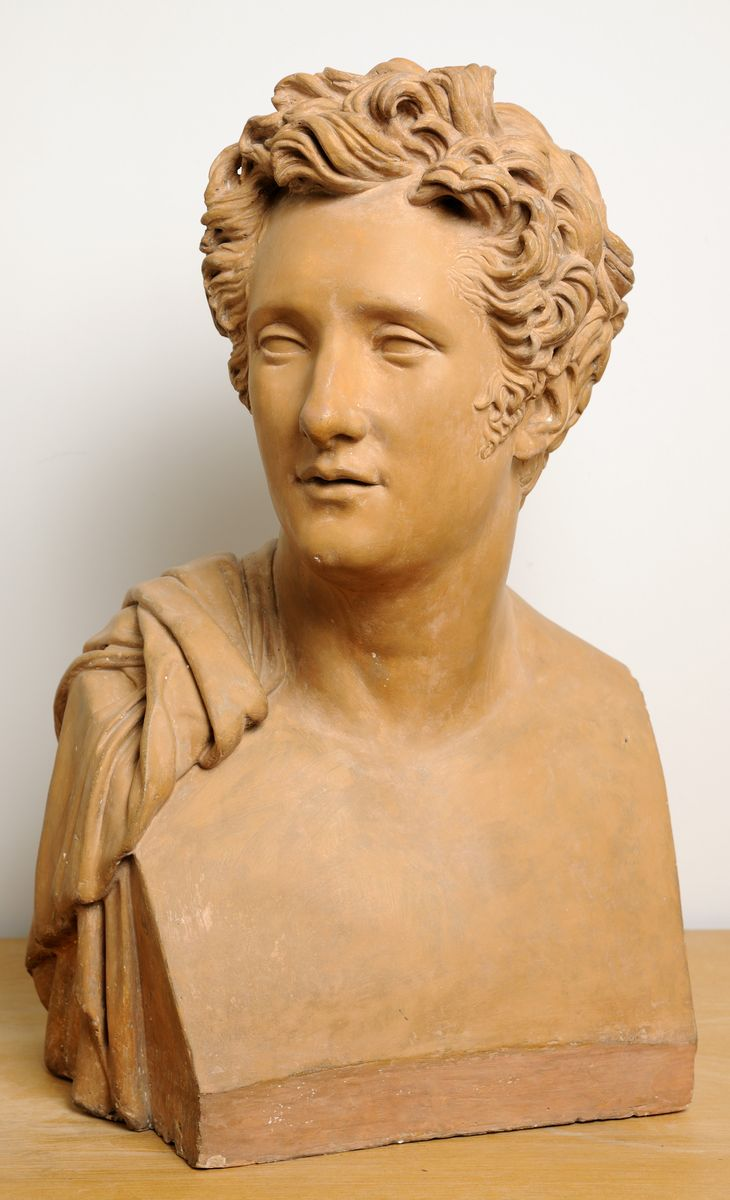
Jean-Baptiste Dugas-Montbel, helléniste, député du Rhône, plâtre patiné.
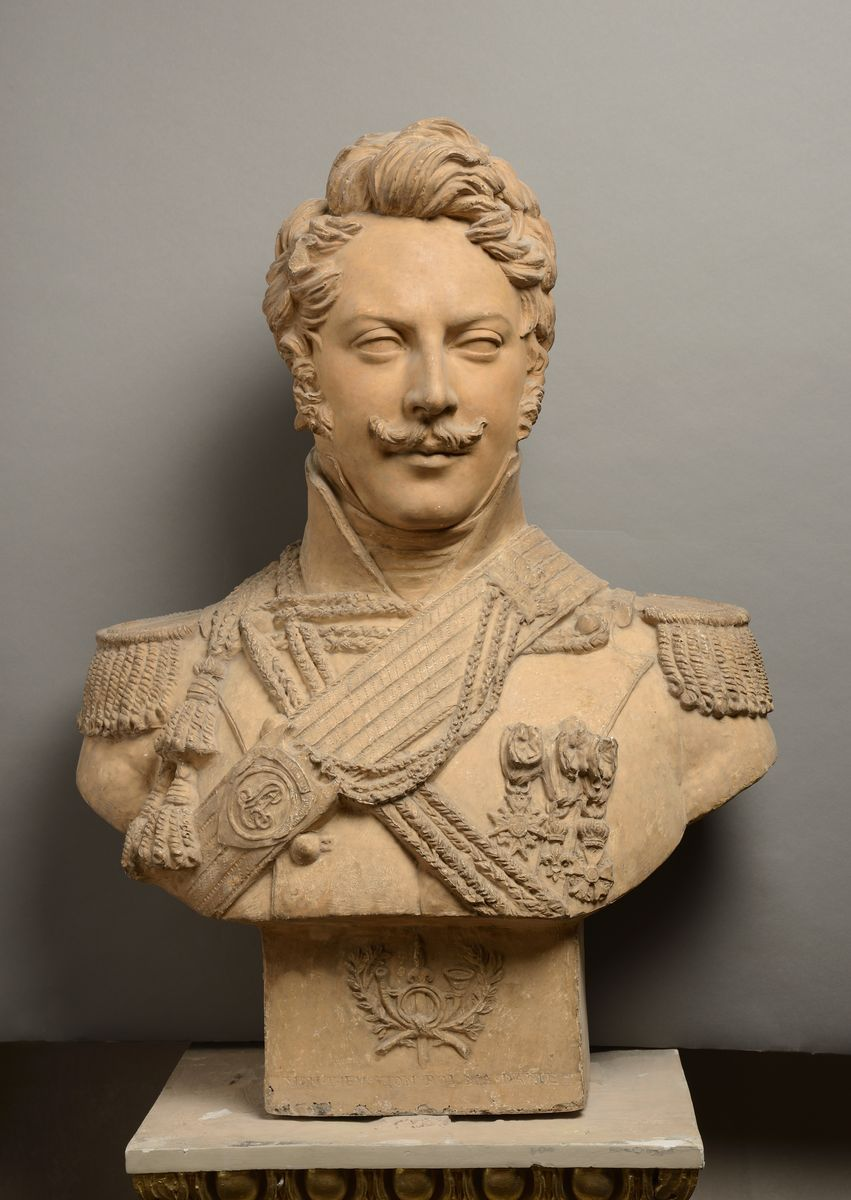
Le Baron de Castel-Bajeac (1806), plâtre.
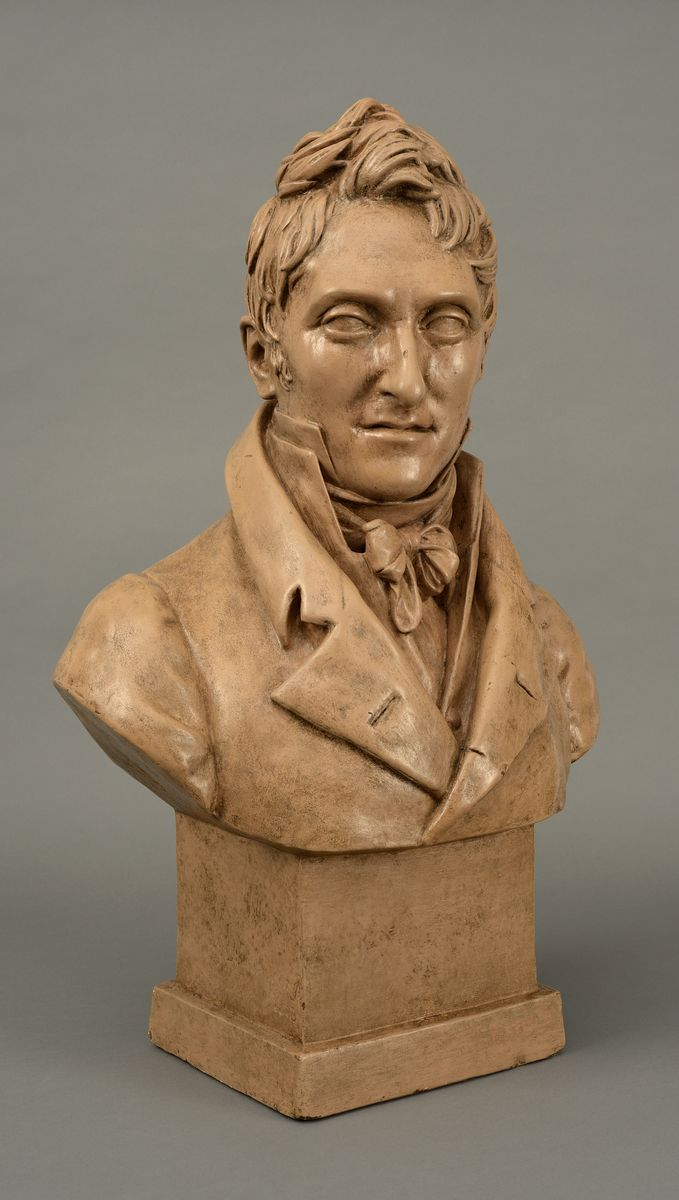
François Artaud, archéologue et premier conservateur du musée de Lyon (1813), plâtre.
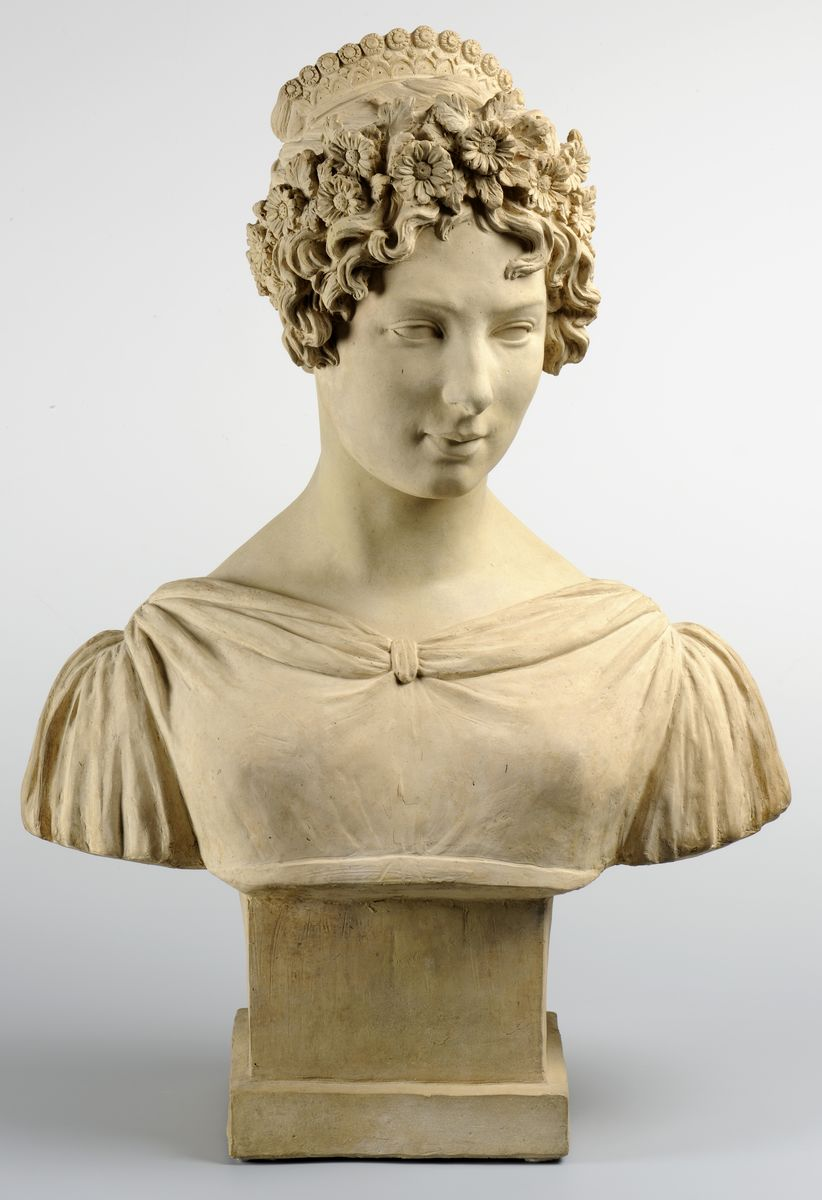
Eudoxie Deschamps de Villeneuve (1824), terre cuite blanche.
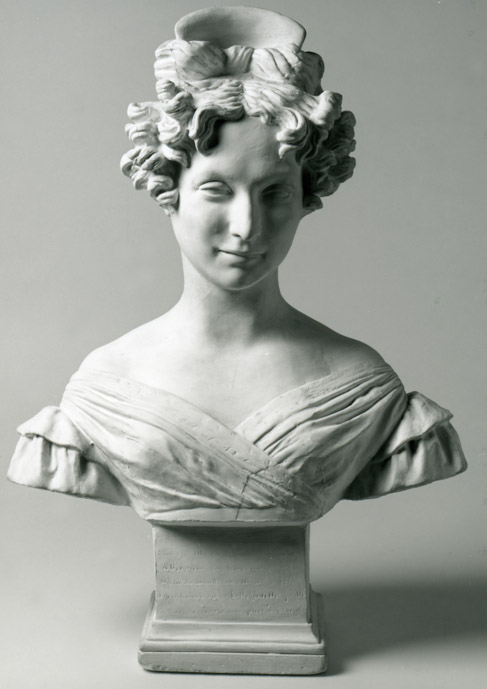
Portrait de Madame Révoil (1837), plâtre.

Le buste est le genre de sculpture le plus couramment pratiqué par Clémence de Sermézy. C’est à travers les bustes qu’elle réalise les portraits des personnalités de son entourage, celles-ci pouvant être des membres de sa famille, comme Marguerite de Sermézy enfant, Gabrielle Horatie Vitet, ou sa belle-fille Eudoxie de la Villeneuve, aussi bien que des personnalités fréquentant son salon telles que Mme Révoil, Mme Récamier, Mme Dandignac, Antoine Artaud ou encore Fleury François Richard.
Anne Tapissier qualifie la production artistique de Clémence de Sermézy « d’intimiste », notamment en raison des nombreux bustes de femmes et d’enfants qu’elle a modelés.
La proximité de l'artiste avec ses modèles lui permet de réaliser ses sculptures à partir d’une série d’observations qui lui procurent une connaissance précise des traits de son sujet, grâce à laquelle elle peut sélectionner l’expression la plus caractéristique. Des différences très nettes peuvent ainsi être notées à partir de l’observation de ses œuvres, comme c’est le cas de la bouche enfantine du buste de Mlle Vitet, clairement distincte des lèvres fines et serrées de Paultre de Lamotte.
Clémence de Sermézy a élaboré son propre buste en plâtre entre les années 1802 et 1803 en ayant recours à un style simple qui se veut le plus proche possible de la réalité. Il est aujourd’hui conservé à l’Académie de Lyon.
Les bustes de Jean-Baptiste Poupart et de Dugas Montbel présentent un aspect dynamique par le mouvement de la tête, ainsi qu’une dimension romantique par le recours à un effet de contraste entre le mouvement de la chevelure et la sévérité de la draperie, qui rappelle l’allure du jeune empereur Alexandre.

## Œuvres dans les collections publiques

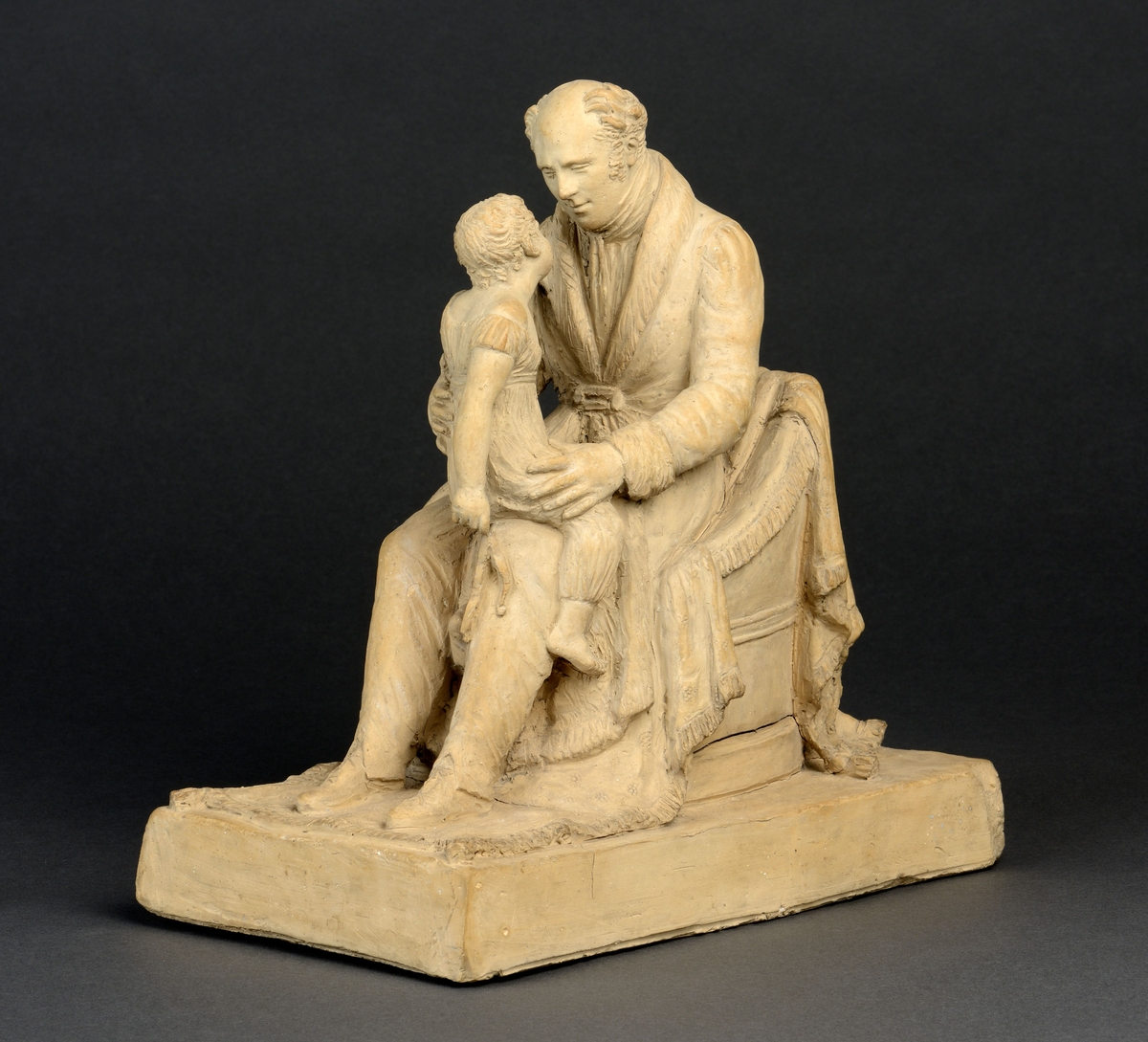
Homme tenant une fillette sur ses genoux, terre cuite, musée des beaux-arts de Lyon.

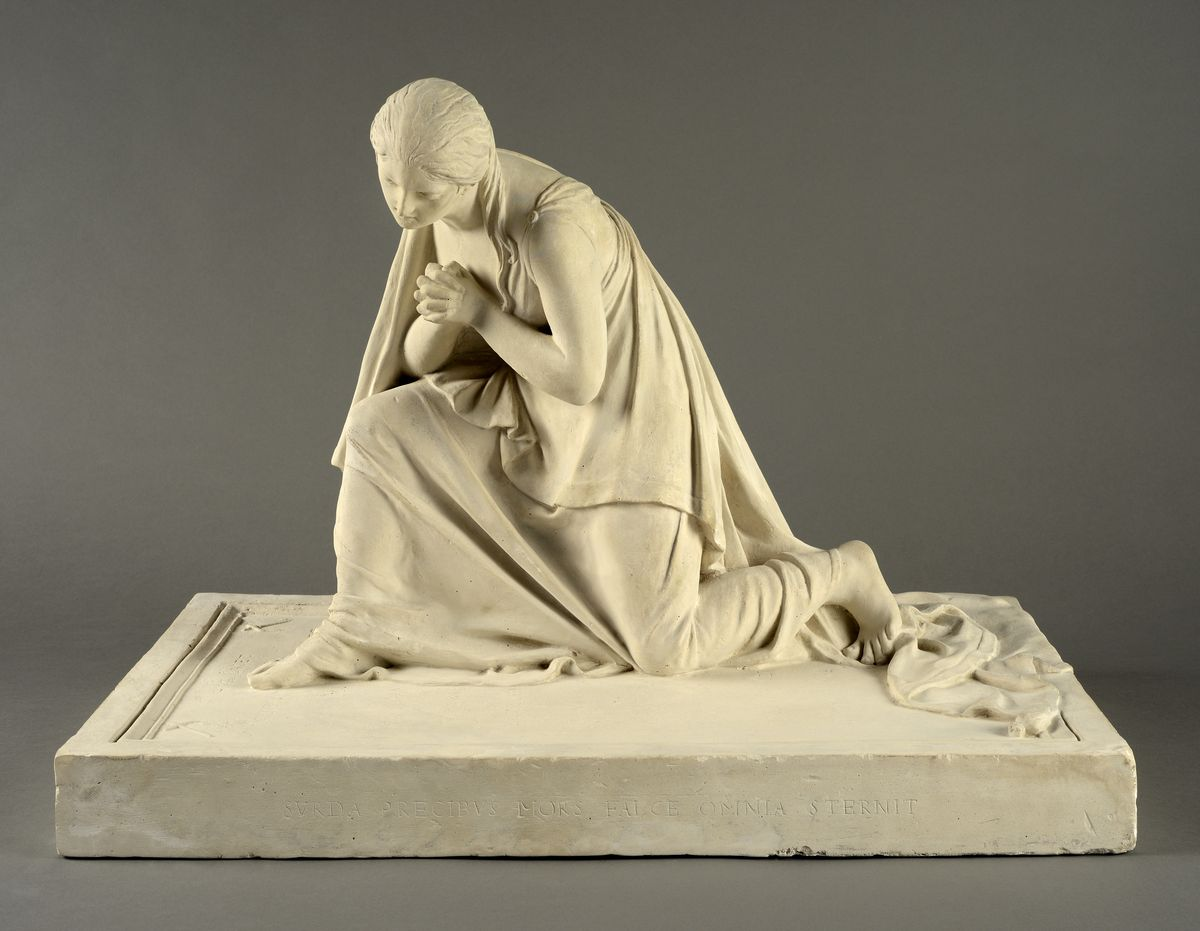
Figure funéraire (1810), plâtre, musée des beaux-arts de Lyon.

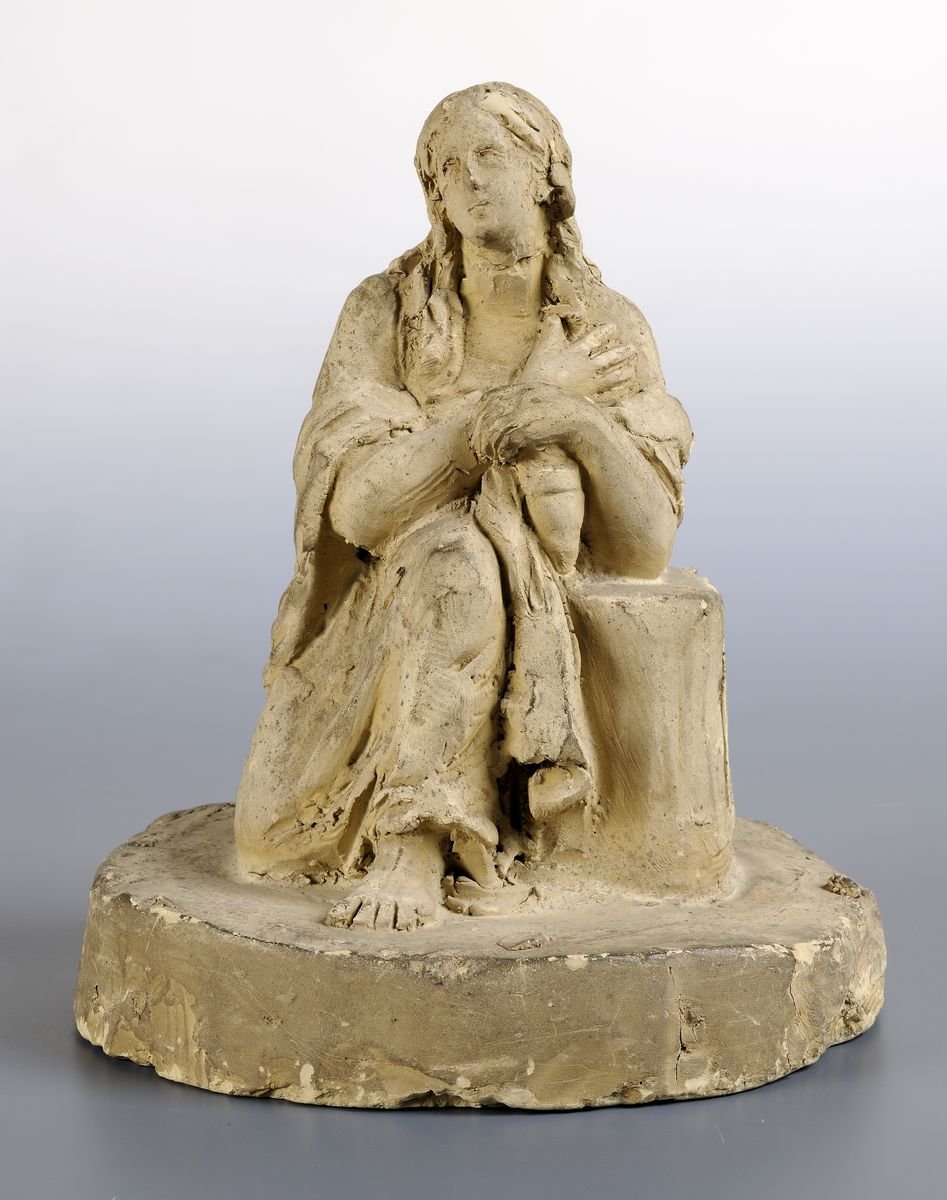
Sainte Madeleine (1810), plâtre, musée des beaux-arts de Lyon.

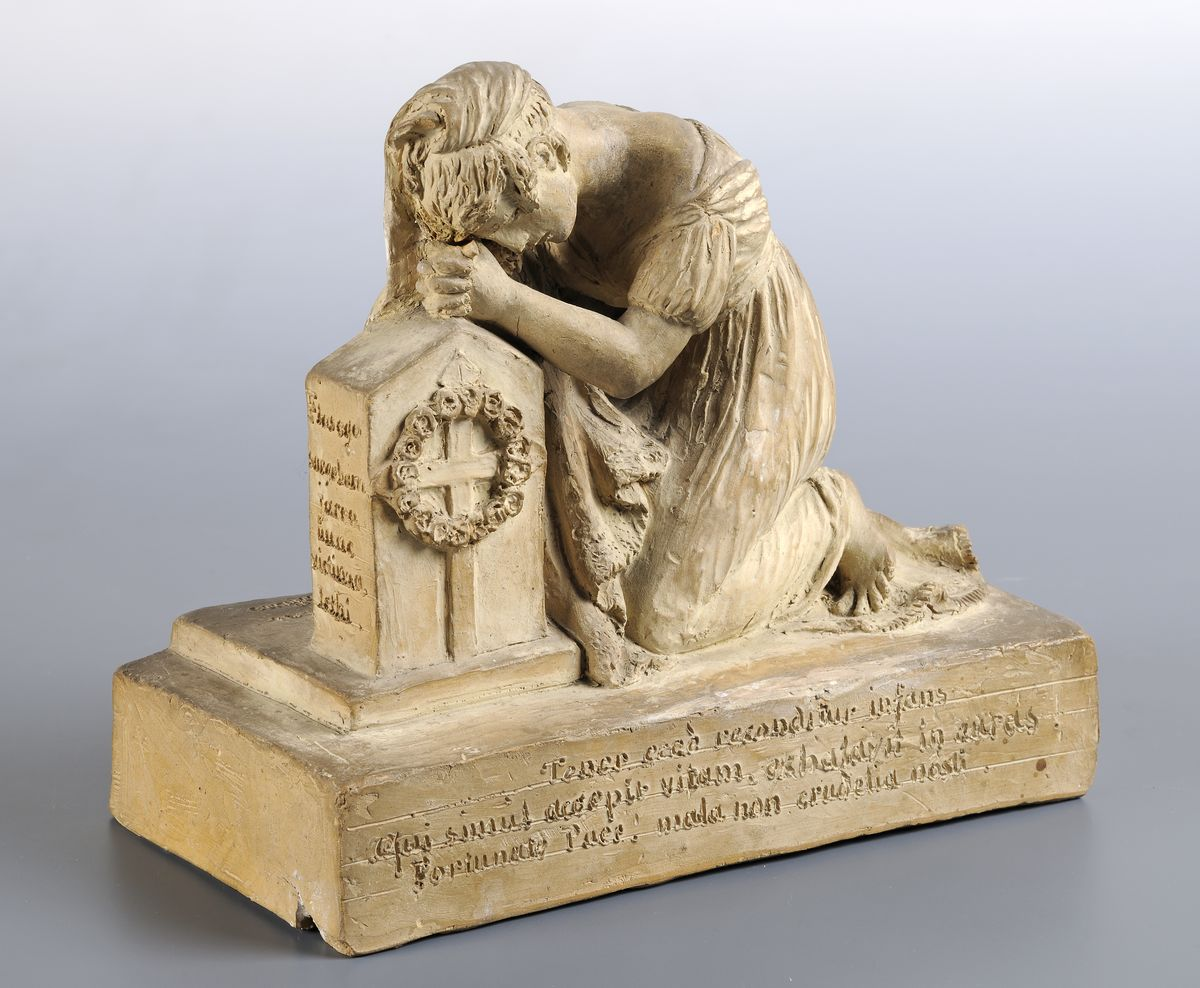
Femme pleurant sur une tombe (1827), terre cuite, musée des beaux-arts de Lyon.

- Grenoble, musée de Grenoble : Le Retour du fils prodigue, 1828, groupe en terre cuite.
- Lyon:
  - Académie des sciences, belles-lettres et arts :
    - Buste de Dugas Montbel, 1811, plâtre coloré. Buste nu, drapé sur l’épaule droite, tête de trois quarts à gauche ;
    - Jean Baptiste Poupard, 1811, don à l’Académie de Lyon ;
    - Autoportrait de Mme de Sermézy, 1812, plâtre patiné. Tête de trois quarts à droite, cheveux frisés, robe montante, collerette, épaulettes à trois rangs ;
    - Platon méditant sur l’immortalité de l’âme, 1819, don à l’Académie de Lyon.

  - musée des beaux-arts:
    - Buste de Marguerite de Sermézy enfant, terre cuite ;
    - Psyché abandonnée, 1821, terre cuite, 142 × 50 cm ;
    - Madame Daudignac (mère de l'artiste), 1804, plâtre ;
    - Juliette Récamier, 1805, plâtre, 47 × 24,5 cm ;
    - Fleury Richard, 1810, plâtre ;
    - Figure funéraire, 1810, plâtre ;
    - François Artaud, archéologue et premier conservateur du musée de Lyon, 1813, plâtre patiné terre cuite ;
    - Eudoxie Deschamps de Villeneuve, 1824, terre cuite ;
    - Portrait de Madame Révoil (épouse du peintre Pierre Révoil), 1827, plâtre ;
    - Homme tenant une fillette sur ses genoux, terre cuite ;
    - Sainte Madeleine, terre cuite ;
- Paris, Petit Palais : David et Saïd, 1824, terre cuite.